# Camp d'Angevillers

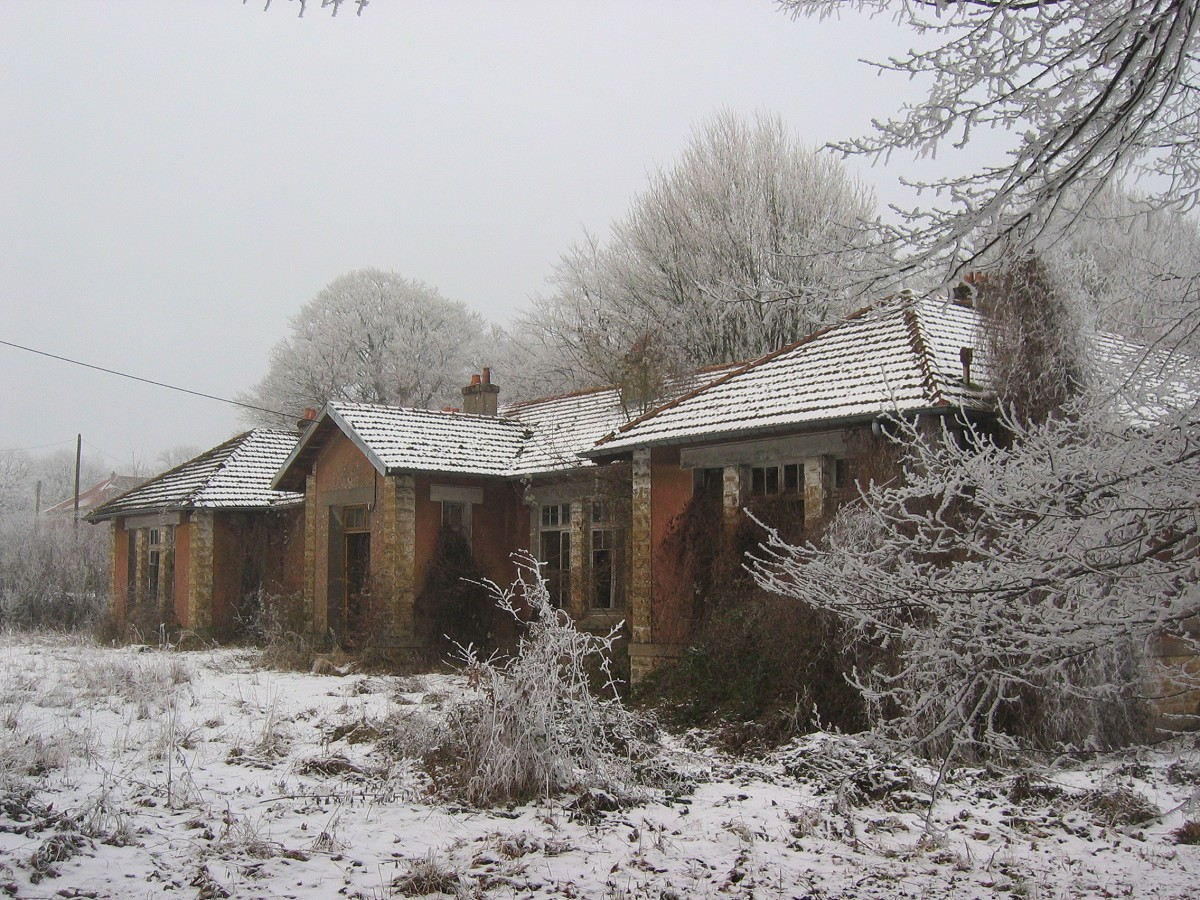
Un bâtiment du camp d'Angevillers (2006).

Le camp d'Angevillers situé sur la commune d'Angevillers, en Moselle, fait partie des casernements dits de sûreté construits en même temps que les ouvrages de la ligne Maginot en France dans les années 1930.

## Histoire
La construction du camp est terminée en avril 1933, il est situé à proximité des ouvrages de Molvange et de Rochonvillers.
En 1990, une procédure d'aliénation est étudiée par le ministère de la Défense, au profit de la commune d'Angevillers (JO du Sénat, 27 septembre 1990, page 2091).

## État actuel
Le camp est encore un terrain militaire utilisé par le 40e régiment de transmissions de Thionville ainsi que par d'autres unités comme terrain de manœuvre. Certains bâtiments ont été remis en état, les autres, inutilisés, subsistent bien que dans un état de vétusté mécanique avancée.